# Mopalia seta
Mopalia seta är en blötdjursart som beskrevs av Jakovleva 1952. Mopalia seta ingår i släktet Mopalia och familjen Mopaliidae. Inga underarter finns listade i Catalogue of Life.